# Bassanago hirsutus
Bassanago hirsutus és una espècie de peix pertanyent a la família dels còngrids.

## Descripció
- Pot arribar a fer 100 cm de llargària màxima.[5][6]

## Hàbitat
És un peix marí, demersal i de clima temperat que viu al talús i la plataforma continentals.

## Distribució geogràfica
Es troba al Pacífic sud-occidental: Austràlia i Nova Zelanda.

## Costums
És bentònic.

## Observacions
És inofensiu per als humans.